# Bismarck-Klasse (1940)
Die Bismarck-Klasse war eine Klasse von zwei deutschen Schlachtschiffen während des Zweiten Weltkriegs. Sie bestand aus dem Typschiff Bismarck, benannt nach dem früheren deutschen Reichskanzler Otto von Bismarck, und deren Schwesterschiff Tirpitz, benannt nach dem früheren Staatssekretär im Reichsmarineamt Alfred von Tirpitz.

## Geschichte

### Planung und Bau
Nach der Niederlage im Ersten Weltkrieg und den im Versailler Friedensvertrages auferlegten Rüstungsbeschränkungen durfte Deutschland nur über ein Heer mit einer Personalstärke von 100.000 und einer Marine von 15.000 Köpfen verfügen. Ende der Zwanziger Jahre wurde Deutschland erlaubt, dem Völkerbund beizutreten und an Abrüstungskonferenzen teilzunehmen.
Seitens Deutschlands wurde Gleichberechtigung eingefordert, das heißt: alle Teilnehmer rüsten entweder auf deutsches Niveau ab oder Deutschland wird volle Gleichberechtigung bei den Rüstungen eingeräumt. Da Frankreich auf den Rüstungsbeschränkungen des Versailler Vertrages bestand und Deutschland nach der Machtübernahme der Nationalsozialisten nicht mehr gewillt war, diese hinzunehmen, trat Deutschland Ende 1933 aus dem Völkerbund aus und verließ die Londoner Abrüstungskonferenz von 1930. Gleichzeitig wurde mit Planungen für die Wiederaufrüstung begonnen.
Im April 1934 wurden die Rahmenbedingungen für den Wiederaufbau der Flotte festgelegt. Nach diesem Schiffbauersatzplan sollten insgesamt
- 8 Panzerschiffe (einschließlich der 3 gebauten Schiffe des Deutschland-Typs und der in Planung befindlichen Panzerschiffe „D“ und „E“)
- 3 Flugzeugträger
- 18 Kreuzer
- 48 Zerstörer
- 24 große U-Boote (800 t)
- 48 kleine U-Boote (250 t)

gebaut werden.
Der gesamte Ersatzplan sollte in 15 Jahren von 1935 bis 1949 mit einem Gesamtetat von 530 Millionen Reichsmark umgesetzt werden. Die neu zu bauenden Panzerschiffe sollten in der Größenordnung dem britischen Abrüstungsvorschlag für Schlachtschiffe (25.000 t) folgen bzw. in einer Größe gebaut werden, welche eine neue Konvention bringen würde und sollten den Kampf gegen die Dunkerque mit Aussicht auf Erfolg führen können.
Als militärische Forderungen wurden an diesen Typ genannt
- Geschwindigkeit 30 kn
- Fahrstrecke 12.000 sm bei 18 kn Geschwindigkeit (Atlantikfähigkeit)
- schwere Artillerie 8 × 30,5 cm oder 9 × 30,5 cm
- mittlere Artillerie 8-12 × 15 cm
- sehr starke Flakarmierung
- hohe Standfestigkeit, mindestens wie bei „D“.
- 6 Flugzeuge

Für Planung der Schiffe, inklusive Konstruktion der neuen Türme und Erörterung der Verteilung der Hauptartillerie wurde ein Jahr veranschlagt. Inbaugabe des neuen Typs war dann ab 1. Oktober 1935 geplant bei einer Fertigstellung im Verlauf des Jahres 1939.
Im Verlauf der Vorplanungen stellte sich heraus, dass für internationale Kriegsschiffsneubauten weder mit einer Beschränkung auf 30,5 cm im Kaliber noch auf ca. 25.000 t in der Verdrängung zu rechnen wäre, sondern für Neubauten eher 38 cm und 35.000 t anzunehmen seien. Die eigenen Vorplanungen für ein solches Schiff ergaben bei Beibehaltung der militärischen Forderungen bereits im März 1935 ein Typdeplacement von annähernd 43.000 t. Insbesondere beim Panzerschutz waren gemäß Einschätzung der Marineführung Einsparungen nicht hinnehmbar.
Zur Verschleierung der allgemeinen Aufrüstungsabsichten schloss Deutschland mit der britischen Regierung die als Deutsch-britisches Flottenabkommen bezeichnete diplomatische Note vom 18. Juni 1935 ab, mit welcher der deutschen Seite ein Aufbau ihrer Marine über die im Versailler Vertrag hinaus festgelegten Grenzen, generell bis auf 35 % der britischen Stärke, legitimiert wurde. Hinsichtlich der Verdrängung eines Schlachtschiffes übernahm das Abkommen die Festlegungen entsprechend der Washingtoner Flottenkonferenz von 1922 mit 35.000 ts. Die Marineführung folgte offiziell den Bestimmungen des Abkommens, überschritt jedoch bewusst die größenmäßigen Festlegungen und verschleierte dies durch Falschangaben, insbesondere bei Tiefgang und Antrieb gegenüber dem Vertragspartner. Ein Verhalten, das zu dieser Zeit aber auch von anderen Seemächten praktiziert wurde.
Die Erörterung, 4 Doppeltürme oder 3 Drillingstürme zu verwenden (zwischenzeitlich wurde aus Gewichtsgründen auch eine Vierlingsturmlösung geprüft), wurde zugunsten der Doppelturmlösung entschieden, zum einen aus schießtechnischen Gründen (Batterieteilung), geringeren Platzbedarfes der Barbetten und wegen der stärkeren Unterteilung. Unterschiedliches Gewicht und Personalbedarf erschienen unerheblich. Bei der Hauptbewaffnung wurden durch Verzicht auf Höhenrichtbereich und Anfangsgeschwindigkeit eine gewisse Verminderung des Gefechtswertes zugunsten eines verringerten Gesamtgewichts hingenommen.
Am 1. Juli 1936 wurde auf der Werft von Blohm & Voss in Hamburg der Kiel der im Haushaltsplan als „Schlachtschiff F“ bezeichneten Bismarck gestreckt. Im November 1936 begannen die Arbeiten an ihrem Schwesterschiff Tirpitz („Schlachtschiff G“) auf der Kriegsmarinewerft Wilhelmshaven. Beide Schiffsbauten entsprachen dem gleichen Entwurf.
Ab September 1939 erfolgte angesichts des Kriegsausbruchs mit Großbritannien der Bau der Bismarck und der Tirpitz unter hohem Zeitdruck, behindert durch den strengen Winter im Frühjahr 1940. Die Schiffe konnten daher erst im Frühjahr 1941 als einsatzbereit gelten.
Zwischen der Bismarck und der Tirpitz bestanden geringe bautechnische Unterschiede. Der auffälligste davon war der bei der Tirpitz bis an den Rand des Oberdecks vorgezogene Aufbau zwischen den beiden hinteren Türmen der Mittelartillerie. Deshalb wurden die Hauptkräne der Tirpitz anders als auf der Bismarck nicht auf dem Oberdeck, sondern auf dem so entstandenen darüber gelegenen Deck aufgestellt. Hinter diesem Vorsprung wurden dann im Herbst 1941 nach der Verlegung nach Norwegen die dort noch von den während des Unternehmens „Weserübung“ 1940 gesunkenen Zerstörern vorhandenen Torpedo-Vierlingssätze als Zusatzbewaffnung installiert; eine Bewaffnung, die auf der Bismarck nicht vorhanden war. Das zusätzliche Gewicht erhöhte die Verdrängung der Tirpitz und ihren Tiefgang, so dass sie um knapp 1.000 t schwerer war als ihr Schwesterschiff. Damit ist die Tirpitz das größte je fertiggestellte deutsche Kriegsschiff.
Nach Beginn der Bauarbeiten am Schwesterschiff Bismarck wurden noch Änderungen vorgenommen, die in die Konstruktion der später begonnenen Tirpitz einfließen konnten. Diese Verbesserungen betrafen Bunkerzellen im Schiffsrumpf, die anders aufgeteilt waren und einige Panzerungsdetails.
Bei der Tirpitz waren auch die beiden achteren SL-8-Flak-Leitstände, die sich hinter dem Großmast befanden, durch kugelförmige Hauben gegen Splitter geschützt. Auf der Bismarck sollten die fehlenden SL-8-Flak-Leitstände nach Abschluss des Unternehmens „Rheinübung“ in einem der besetzten französischen Atlantikhäfen eingebaut werden, wozu es durch den Totalverlust der Bismarck nicht mehr kam.
Im August 1939 wurde die Ausrüstung der Schiffe mit Funkmess-Anlagen festgelegt:
"Die Schlachtschiffe Bismarck und Tirpitz werden mit insgesamt drei kombinierten DeTe-Anlagen ausgerüstet.
- Zwei Waffenanlagen an den Drehhauben Vormars und achterer Stand. Beide Drehhauben sind zu diesem Zweck erweitert. Die Drehhauben dienen zugleich als Zielgeber und zur Fernsteuerung der Seezielartillerie gegen unsichtbare Ziele.
- Ein taktisches Gerät auf dem vorderen Stand. Ausführung wie Waffengeräte, so dass auch dieses Gerät voll für den Waffeneinsatz verwendbar ist."

### Einsätze

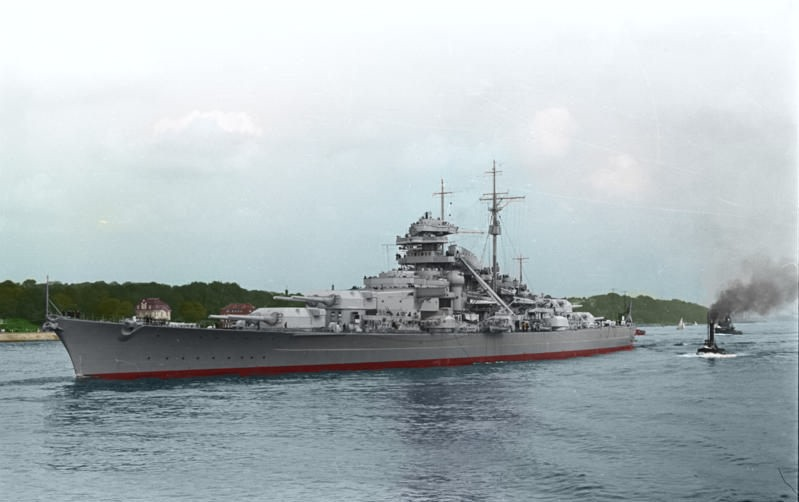
Die Bismarck vor Blankenese

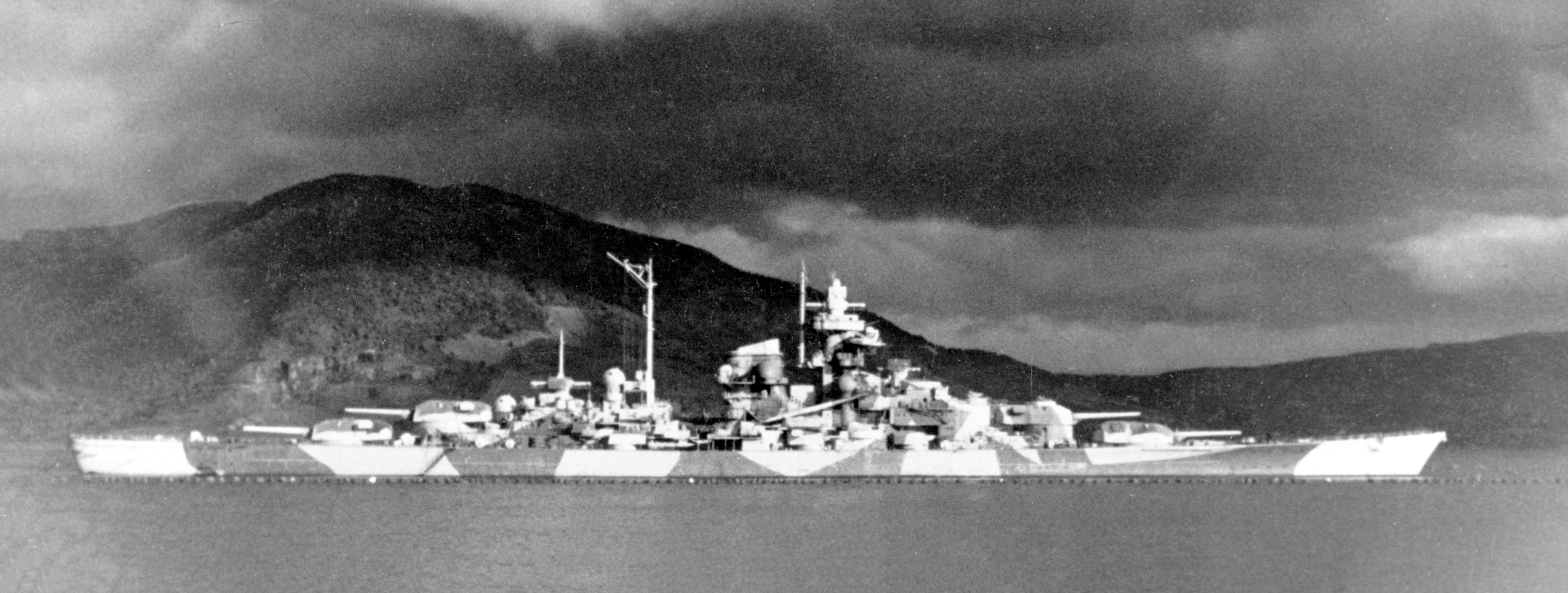
Die Tirpitz in der Bogenbucht

Die Bismarck lief am 18. Mai 1941 zu ihrer ersten und letzten Feindfahrt, dem „Unternehmen Rheinübung“ aus. Nach der Versenkung des britischen Schlachtkreuzers Hood in der Dänemarkstraße zwischen Island und Grönland ging es unter britischer Verfolgung weiter in Richtung Brest (Frankreich). Nach einem schweren Gefecht sank die Bismarck am 27. Mai 1941 im Atlantik.
Die Tirpitz unternahm mehrere Einsätze gegen die Briten. Eines dieser Unternehmen mit dem Codenamen „Rösselsprung“ gegen den Nordmeergeleitzug PQ 17 ist das klassische Beispiel für die sogenannte „Fleet-in-being“-Rolle der Tirpitz: Ihre bloße Präsenz zwang die Briten, ihren Schiffsverkehr in diesem Seegebiet durch schwere Einheiten schützen zu lassen, und ihr Auslaufen – ohne direkt Feindberührung zu haben – nahm Einfluss auf die Aktionen des Gegners. Mittelbar war die Tirpitz durch diese Operationen hinsichtlich der Erfüllung des Primärauftrages, der Schädigung der alliierten Nachschublinien, viel erfolgreicher als ihr Schwesterschiff Bismarck.

### Bewertung derBismarck-Klasse
Die beiden Schiffe der Klasse gelten in der Fachliteratur grundsätzlich als ein qualitativer Höhepunkt des deutschen und internationalen Großkampfschiffbaus. So spricht Breyer von beiden Einheiten als „ungewöhnlich standfest und […] zu den besten [gehörend], die jemals gebaut [wurden].“ Sie seien darüber hinaus jedem vergleichbaren ausländischen Typ überlegen gewesen. Auf die Standfestigkeit weisen auch Breyer und Koop hin, diese sei „der berühmt gewordenen […] der Großkampfschiffe der Kaiserlichen Marine [gleichgekommen]“ und habe sie vermutlich noch übertroffen. Gröner bezeichnet Bismarck und Tirpitz als „hervorragend indifferente Seeschiffe mit ruhigen, flachen Stampf- und geringen Schlingerbewegungen“ und bescheinigt ihnen „selbst in sehr schwerer See [große] Kursbeständigkeit.“ Ihre Manövrierfähigkeit sei grundsätzlich „ausgezeichnet“ gewesen, jedoch habe sie bei langsamen Fahrtstufen in kritischem Maß abgenommen.
Zu einer gegenteiligen Einschätzung kam dagegen der britische Marinehistoriker Antony Preston. In seinem Buch The World's Worst Warships widmete er der Bismarck-Klasse ein eigenes Kapitel und stellte dabei insbesondere die Frage, warum ein vermeintlich modernes Schlachtschiff im Gefecht innerhalb von 20 Minuten nicht mehr in der Lage war, das Feuer zu erwidern. Im Folgenden stellt Preston mehrere konstruktive Mängel fest:
- Das Heck der Schiffe war zu schwach gebaut worden, und selbst wenn die Ruderanlage der Bismarck nach dem Torpedotreffer intakt geblieben wäre, wäre das Schiff mit einem beschädigten Heck eher schwierig zu manövrieren gewesen.
- Ungewöhnlich sei ebenfalls die Tatsache gewesen, dass sich die horizontalen Panzerdecks sehr viel niedriger befunden haben als auf zeitgenössischen Schiffen der Royal Navy und der US Navy, wodurch sich einige wichtige Systeme außerhalb des Panzerschutzes befunden hätten.
- Schließlich sei noch die Sekundärtartillerie problematisch gewesen: Die 15-cm-Geschütze waren nicht zur Bekämpfung von Luftzielen vorgesehen, weshalb speziell für diesen Zweck noch die 10,5-cm-Batterie nötig war. Neben dem zusätzlichen Gewicht dieser Geschütze stellte Preston hierbei noch die Qualität der Feuerleitung in Frage, wobei er die Tatsache, dass bei den Angriffen auf die Bismarck keiner der Swordfish-Torpedobomber abgeschossen werden konnte, als Indiz wertete.

Schließlich kommentiert Preston noch, dass die Qualität der Bismarck seinerzeit in Großbritannien überbetont worden sei, um den Verlust der Hood (der Preston ebenfalls ein Kapitel in seinem Buch gewidmet hat) plausibel erklären zu können.

## Technik

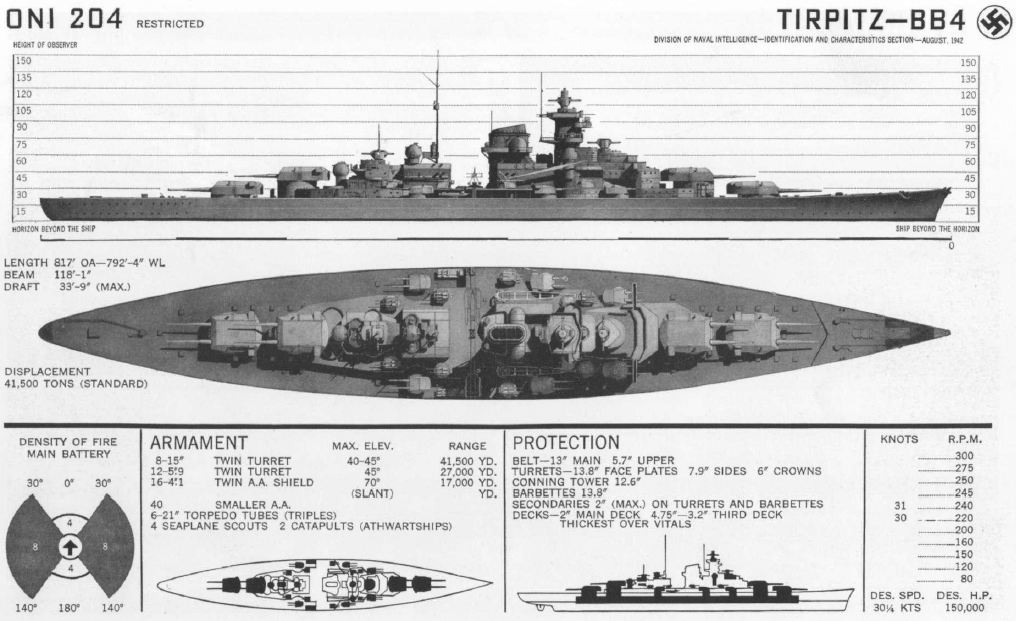
Datenblatt der Tirpitz

### Gewichte (Konstruktion)
| Bezeichnung                                    | Gewicht [t] |
| ---------------------------------------------- | ----------- |
| Schiffskörper                                  | 11.691,0    |
| Panzerung (ohne Drehpanzer)                    | 17.540,0    |
| Hauptmaschinen                                 | 2.800,0     |
| Hilfsmaschinen                                 | 1.428,0     |
| Artilleriebewaffnung dav. Drehpanzer (1.590 t) | 5.973,0     |
| Flugzeugeinrichtungen                          | 83,0        |
| Sperrwaffen                                    | 8,0         |
| Allgemeine Geräte usw.                         | 369,4       |
| Nautische Instrumente                          | 8,6         |
| Takelage                                       | 30,0        |
| Leeres Schiff                                  | 39.931,2    |
| Artilleriemunition                             | 1.510,4     |
| Verbrauchsstoffe                               | 155,4       |
| Sperrwaffenmunition                            | 2,5         |
| Besatzung m. Effekten                          | 243,6       |
| Proviant                                       | 194,2       |
| Trinkwasser                                    | 139,2       |
| Typverdrängung                                 | 42.343,5    |
| Speisewasser (Gefechtszellen)                  | 187,5       |
| Heizöl                                         | 3.226,0     |
| Treiböl                                        | 96,5        |
| Schmieröl                                      | 80,0        |
| Flugzeug-Betriebsmittel (1. Füllung)           | 17,0        |
| Konstruktionsverdrängung                       | 45.950,5    |
| Speisewasser                                   | 187,5       |
| Heizöl                                         | 3.226,0     |
| Treiböl                                        | 96,5        |
| Schmieröl                                      | 80,0        |
| Flugzeug-Betriebsmittel (Reserve)              | 17,0        |
| Frischwasser-Reserve                           | 389,2       |
| Schiff voll ausgerüstet                        | 49.946,7    |
| Ölsonderzuladung                               | 1.009,0     |
| Schiff mit Sonderzuladung                      | 50.955,7    |

Diese Gewichtaufstellung gibt den Stand der Planungen von ca. 1936/1937 wieder.
Im Rahmen des Baus und der Herstellung der Kriegsbereitschaft der Schiffe ergaben sich Mehrgewichte, die sich im Wesentlichen auf folgende Bereiche verteilen.
- Hauptmaschinen ca. 650 t
- Artilleriebewaffnung ca. 450 t (Fernsteuerungen der SA, Funkmessgeräte)
- Torpedobewaffnung (nur Tirpitz) ca. 80 t
- Erhöhung Ölsonderzuladung auf 2.000 t

Die gewichtserhöhenden Maßnahmen führten zu einem Anstieg der Maximalverdrängung auf circa 53.500 t bei einer (theoretischen) Heizölunterbringung von bis zu 8.400 t. Ausweislich der Kriegstagebücher wurde diese aufgeführte Menge jedoch nicht ausgeschöpft. Für die Tirpitz ergaben sich im weiteren Lebenszyklus bedingt durch die erhebliche Aufstockung der Flakbewaffnung und entsprechender Erhöhung der Munitionsdotierung (zum Beispiel 20 mm Flak: 144.000 Schuss 1944 gegenüber 44.000 Schuss Kriegssoll in 1941) weitere Gewichtserhöhungen.

### Schiffskörper
Schiffbautechnisch war die Bismarckklasse ein vollständig geschweißter Glattdecker in kombinierter Längs- und Querspantenbauweise von 250,5 m Länge (in der CWL 240,5 m), einer maximalen Breite von 36 m und einer Höhe über Oberkante Kiel im Hauptspant von 15 m ansteigend auf 17,91 m am Vorsteven bzw. 16,40 m am Heck mit Doppelboden bis zu 1,70 m Höhe.
Hauptsächliches Konstruktionsmaterial war hochfester unlegierter Maschinenbaustahl St 52 KM.
Der Schiffskörper war in 22 wasserdichte Abteilungen von maximal 15 m Länge unterteilt (I–XXII). Zur weiteren wasserdichten Unterteilung wurden die 9 Längsspanten verschiedentlich als Längsschotten ausgebildet und die einzelnen Decks wasserdicht ausgeführt.
Zum Entfernen von Wasser aus dem Schiff waren die Hauptlenzeinrichtung, die Seitenlenzeinrichtung, die Hilfslenzeinrichtung, die Entwässerungseinrichtung und die Druckwasserlenzeinrichtung verfügbar.
Als Hauptlenzeinrichtungen waren 18 elektrisch betriebene Leckpumpen mit einer Förderleistung von je 15 m³/min bei 12 m Förderhöhe vorhanden. Gesamtleistung somit ca. 16.200 m³/h. Diese dienten auch zum Befluten der Munitionskammern. Die Hauptlenzeinrichtungen waren nach dem Gruppenlenzsystem verlegt, das heißt jede Pumpe saugte aus den Räumen ihrer Abteilung und den Nachbarabteilungen. Außerdem konnten fast alle Pumpen aus dem Seitenlenzrohr der betreffenden Abteilung saugen.
Die Seitenlenzeinrichtung diente zum Lenzen der natürlich gefluteten Zellen des äußeren Wallganges von einer Bordseite zur anderen. Im Fall der Verletzung der Außenhaut sorgten die 10 Seitenlenzrohre für den Ausgleich der Wasserhöhe auf beiden Schiffseiten und sollten Schlagseite aufgrund einseitiger Gewichtsänderungen verhindern bzw. vermindern.
Die Hilfslenzeinrichtung, bestehend aus der mittels Absperrschieber mehrfach unterteilbaren Hilfslenzleitung und 4 Kreiselpumpen von je 50 m³/h Förderleistung, diente zum Lenzen des sich in den Bilgen in den Abteilungen I bis XXI ansammelnden Leckwassers.
Räume ohne Anschluss an die Hilfslenzeinrichtung bzw. ohne Entwässerungsmöglichkeiten konnten über die Druckwasserlenzeinrichtung entwässert werden, für die vier hydraulische bzw. zwei elektrische Lenzpumpen – jeweils tragbar – von je etwa 0,5–1,5 m³/min Förderleistung vorgesehen waren.

### Hauptmaschinen
Der Antrieb der Schlachtschiffe der Bismarck-Klasse bestand aus drei voneinander unabhängigen Turbinenanlagen mit jeweils eigener Ölversorgung, Dampferzeugung, Seewasserkühlung, Dampfturbinen, Schraubenwellen und Schrauben. Über Reserve- und Notschaltungen konnten im Havariefall die entsprechenden Komponenten der anderen Kraftwerke beliebig mitversorgt werden.
Die Leistungsdaten der Maschinenanlagen beider Schiffe unterschieden sich geringfügig. Bei der Tirpitz wurden zusätzliche Marschturbinen installiert, die zu Brennstoffeinsparungen (ca. 10 %) im Teillastbereich bis 18 kn führten.
Der zum Antrieb der Haupturbinen und Hilfsmaschinen erforderliche Dampf wurde in 12 Hochdruckheißdampfkesseln gleicher Größe erzeugt, die in 6 Kesselräumen untergebracht waren.
Leistungsangaben des Marine-Wagner-Kessels(Tirpitz)
- Erzeugte Dampfmenge normal:             35 t/h
- Erzeugte Dampfmenge maximal:            50 t/h
- Kesselarbeitsdruck:                     58 at (5,7 MPa)
- Dampftemperatur:                        450 °C
- Probedruck:                             100 at (9,8 MPa)
- Brennstoffverbrauch bei äußerster Last: 3.950 kg/h
- Kesselwirkungsgrad:                     80 %
- Rauchgasverlust:                        17 %
- Leitungsverluste/Strahlungsverluste:     3 %

Verwendet wurde ein Heizöl mit einem spezifischen Gewicht von 0,9594 kg/dm³ und einem Heizwert von 8.800 kcal/l (36,8 MJ/dm³).
Drehzahl/Leistung/Dampfverbrauch – Kenndaten der gesamten Turbinenanlage(Tirpitz)
| Wellenleistung PS (MW) | bei Drehzahl [1/min] | Gesamtdampf- verbrauch [t/h] |
| ---------------------- | -------------------- | ---------------------------- |
| 3 × 01.880 (1,4)       | 95                   | 30                           |
| 3 × 04.660 (3,4)       | 122                  | 57                           |
| 3 × 10.050 (7,4)       | 160                  | 108                          |
| 3 × 16.000 (11,8)      | 190                  | 165                          |
| 3 × 25.800 (19)        | 220                  | 255                          |
| 3 × 32.000 (23,5)      | 235                  | 321                          |
| 3 × 42.100 (31)        | 253                  | 417                          |
| 3 × 48.000 (35,3)      | 270                  | 492                          |
| R* 3 × 16.000 (11,8)   | 190                  | 375                          |

### Panzerung

#### Einleitung
Gesamtmasse der Panzerung 18.990 t, davon Drehpanzer 1.590 t. Hinsichtlich der Massen finden sich auch in Originaldokumenten abweichende Panzermassen im Bereich von circa 200 t. Dies ist zum einen auf berechnete Konstruktionswerte zu verschiedenen Zeitpunkten aufgrund von Änderungen beim Bau zurückzuführen als auch auf tatsächlich verwogene Panzergewichte.

#### Panzermaterialien
Gehärtete Panzerplatten KC nA (einseitig gehärteter Panzerstahl nach kruppscher Art, zementiert, neue Art),
ungehärtete (homogene) Panzerbleche und -platten -Wh und Ww (Wotan hart bzw. Wotan weich)
| Werkstoffsorte | Fließgrenze [kp/mm² (N/mm²)] | Bruchgrenze [kp/mm² (N/mm²)] | Bruchdehnung L=5d [%] | Einschnürung [%] | Kerbzähigkeit [%] |
| -------------- | ---------------------------- | ---------------------------- | --------------------- | ---------------- | ----------------- |
| KC nA          | mind. 55 (539)               | 70–80 (686–785)              | mind. 20              |                  | mind. 20          |
| Wh             | mind. 56 (549)               | 80–90 (785–883)              | mind. 18              | mind. 22         | mind. 60          |
| Ww             | mind. 48 (471)               | 65–75 (637–735)              | mind. 22              | mind. 28         | mind. 65          |

#### Panzeranordnung

Schema der Anordnung der Panzerung und des Unterwasserschutzsystems auf Höhe der Kesselräume

Generelle Aufstellung des schweren Seitenpanzerschutzes im Bereich der Zitadelle:
Senkrechter außenliegender Gürtel, auf Höhe der Türme der schweren Artillerie bis zu 15° entsprechend Schiffshülle geneigt bis 10 cm über Batteriedeck. Bei Einsatzverdrängung von rund 50.000 t befanden sich rund 2,2 m unterhalb und 2,8 m oberhalb der Wasserlinie.
Die Schiffshülle des Vor- und Hinterschiffs wurde in der Wasserlinie als leichter Panzer splittersicher ausgeführt. Lediglich das Heck bis Spant 10,5 m war ungepanzert.
Auf Grund der Kriegserfahrungen im Ersten Weltkrieg und infolge der Waffenentwicklung war der Panzerschutz in erster Linie in folgender Hinsicht verbessert worden:
- gegen Treffer, die auf großen Entfernungen und entsprechend großen Fallwinkeln das Panzerdeck treffen können
- gegen Bombenangriffe.

Diese beiden Gründe zwangen dazu, einen erheblich größeren Teil des Panzergewichtes auf den Horizontalschutz und die Barbetten zu verwenden, da der Gesamtanteil des Gesamtpanzers nicht wesentlich gesteigert werden konnte. Die Barbetten mussten, soweit sie nicht durch geschlossene Kasematten usw. abgedeckt waren, in voller Stärke auf das Hauptpanzerdeck durchgehen, da bei den größeren Fallwinkeln diese Teile nicht mehr so wie früher zum Teil hinter dem Schutz des Seitenpanzers lagen. Bei dieser neuen Verteilung des Panzers war es nicht mehr möglich, den Gürtelpanzer so starkzumachen, dass er nicht von Geschossen „heil“ durchschlagen werden kann. Es muss deswegen angestrebt werden, soweit irgendwie möglich, auch den Horizontalpanzer in das Gesamtsystem des Seitenschutzes einzugliedern. Hierdurch kann erreicht werden, dass wenigstens auf den Hauptgefechtsentfernungen die Zerstörungswirkung von den lebenswichtigen Teilen des Schiffes ferngehalten wird. Das stärkste Panzerdeck ist wie bisher möglichst tief zu legen und mit möglichst flacher Böschung bis Unterkante Gürtel herunterzuziehen, aber, im Gegensatz zu früher, jetzt so starkzumachen, dass auch Geschosse, die mit erheblichem Überschuss den Gürtel durchschlagen und die Böschung treffen, diese nicht durchschlagen können, sondern entweder zu Bruch gebracht oder abgewiesen werden.
Das Panzerdeck selbst kann aber trotz der Verstärkung nicht so starkgemacht werden, dass Geschosse, die das Panzerdeck unmittelbar auf den höchsten Entfernungen treffen, abgewiesen werden, da eine so weitgehende Verstärkung des Panzerdecks, dass es auch gegen schwerste Panzersprenggranaten bei größeren Fallwinkeln schützt, aus Gewichtsgründen für größere Teile des Schiffes unmöglich ist. Es wird nur gelingen, die Entfernung, auf der noch der Horizontalschutz durchschlagen werden kann, nach oben herauszuschieben.
Ebenso wenig, wie die volle Standfestigkeit in diesen höheren Entfernungsbereichen gegen schwerste Geschosse möglich ist, kann ein unbedingter Schutz gegen die Bedrohung aus der Luft erzielt werden, denn die schwersten Panzerbomben, die gebaut und verwandt werden können, vermögen auch das zur Zeit stärkste Panzerdeck zu durchschlagen. Voraussetzung hierfür ist eine sehr große Abwurfhöhe oder Raketenantrieb. Durch diese Voraussetzung ist wegen der geringen Trefffähigkeit aus großen Höhen und wegen des geringen Sprengstoffanteils der Panzerbomben(≈ 6 % Sprengladung) die Verwendung dieser Bomben stark eingeschränkt. Es wird deswegen für am zweckmäßigsten gehalten, das oberste Deck so zu panzern (≈ 50 mm), dass normale dünnwandige Sprengbomben (mit 50 % Sprengladung) zu Bruch gehen und nur dickwandige Sprengbomben mit erheblich weniger Sprengladung (≈ 25 %) dieses Deck durchschlagen können. Diese Halbpanzerbomben, die dem Prinzip nach unseren Sprenggranaten mit Bodenzünder entsprechen, können dann zwar im Inneren des Schiffs detonieren, jedoch nur oberhalb des Panzerdecks. Nur in wenigen Fällen, so zum Beispiel bei Treffern neben Schornsteinschächten, können aber derartige Bomben bei schweren Schiffen lebenswichtige Teile des Schiffes zerstören.
Um die Spreng- und Splitterwirkung von derartigen, oberhalb des Panzerdecks detonierenden Bomben und Geschossen zu begrenzen, sollen auf den neuesten schweren Schiffen im Bereich des Mittelschiffes Längs- und Querschotten aus 30-mm-Wh-Material eingebaut werden. Ferner sollen die Schornsteinschächte oberhalb des Oberdecks einen Splitterschutz von 30-mm-Wh-Material erhalten.
Das Panzerdeck selbst kann, wie oben ausgeführt, nur noch von den eigentlichen Panzerbomben mit ≈ 6 % Sprengladung durchschlagen werden. Die Wirkung wird also der Wirkung einer Sprenggranate mit Bodenzünder des gleichen Gewichtes entsprechen.
Das oberste geeignete Deck starkzumachen, ist auch aus schiffbaulichen Festigkeitsgründen günstig zur Erzielung einer guten Längsfestigkeit, es schützt ferner die darunterliegenden Räume gegen die Wirkung von Sprengbomben ohne Verzögerung.
Hinsichtlich der Sicherheit des Horizontalschutzes gegen Durchschlagen muss bemerkt werden, dass die Durchschlagserwartungen bei den verhältnismäßig kleinen Auftreffwinkeln nur einen Anhalt ergeben können. Geringe Materialunterschiede ergeben vielfach große Auswirkungen, so können z. B. schon allein Unterschiede in der Kappenform und Härte sich dahingehend auswirken, dass in einem Fall das Geschoss die Platte durchschlägt, im anderen Fall unter sonst denselben Bedingungen, also bei gleicher Auftreffgeschwindigkeit, nur mit anderer Kappe, das Geschoss abgewiesen wird. Auch liegen die Werte, und zwar sowohl die der Winkel wie auch der Auftreffgeschwindigkeiten, bei denen ein Geschoss abgewiesen wird oder eben noch die Platte durchschlägt, oft so dicht beieinander, dass sie nicht genau getrennt werden können. Ferner kommt hinzu, dass bei den schon sowieso verhältnismäßig geringen Winkeln sich naturgemäß die schwer erfassbare Ablenkung (Aufrichten) noch stärker auswirkt als bei größeren Auftreffwinkeln. Dieses wirkt sich insbesondere dann besonders aus, wenn der Durchschlag durch mehrere Platten erfolgt. Hier kann sogar der Fall eintreten, dass sich das Geschoss schräg zur Flugrichtung stellt, so dass es mit einem viel größeren Querschnitt die Platte durchschlagen muss.

#### Panzerstärken
Gemäß allgemeiner Bauvorschrift wurden die Torpedoschotte sowie das Panzerdeck samt Böschungen durch Vernieten hergestellt. Aufgrund Fortschritts in der Schweißtechnik konnte das Oberdeck anstelle der ebenfalls vorgesehenen Vernietung vollständig geschweißt werden. Errechnete Einsparungen für nicht notwendige Verlaschungen der Panzerplatten wurden im Bereich der Türme der schweren Artillerie zur lokalen Verstärkung der Böschungen (10 mm) und des Panzerdecks (5 mm) eingesetzt. Bei der Bismarck kamen diese Änderungen aufgrund des weiter fortgeschrittenen Baus teilweise zu spät. Aufgrund dessen ergab sich für die Tirpitz auf Basis des verwogenen Materials ein erhöhtes Panzergewicht.

##### Zitadelle
von Spant 32 m bis 202,7 m
- Hauptgürtelpanzer: 320 mm verjüngend auf 170 mm (für die unteren 1,35 m) KC nA circa 5 m Höhe
- Zitadellpanzer: 145 mm KC nA, in Höhe des vorderen Turmes ab Spant 186,7–202,7 m 120 mm Wh circa 2,30 m Höhe oberhalb Hauptgürtel
- Oberdeck: 50 mm
  - Verstärkung im Bereich der Turmgruppen II und III der Mittelartillerie Spant 91,3–102,3 und Spant 126,2–137,1 durch untenliegende Doppelungsplatte auf 80 mm Wh
- Panzerdeck:
  - über den Maschinenräumen: 80 mm (Böschungen 110 mm) Wh
  - über den Munitionskammern: 100 mm (Böschungen 120 mm) Wh
- Torpedolängsschott vom Schiffsboden bis 1400 mm oberhalb Panzerdeck: 45 mm Ww
- Splitterschott (Verlängerung Torpedolängsschott) 30 mm Wh
- Panzerquerschotte: Spant 32 m bzw. 202,7 m oberhalb Panzerdeck 145 mm unterhalb 220 mm

##### Vorschiff
- Außenhaut oberhalb Wasserlinienschutz Spant 202,7 m bis Spant 224 m: 35 mm Wh
- Außenhaut-Wasserlinienschutz ca. 3,50 m Höhe Spant 202,7 m bis Vorsteven: 60 mm Wh
- Oberdeck Spant 202,7 m bis Spant 224 m: 50 mm Wh
- oberes Plattformdeck Spant 202,7 m bis Spant 233 m: 20 mm Wh
- Panzerquerschott Spant 224 m: 20 mm Wh

##### Heck/Ruder
von Spant 10,5 m bis 32 m
- Außenhaut oberhalb Wasserlinienschutz: 35 mm Wh
- Außenhaut-Wasserlinienschutz ca. 3,50 m Höhe: 80 mm Wh
- Oberdeck: 50 mm Wh
- Panzerdeck bzw. Böschung der Rudermaschinenanlage: 110 mm Wh
- Panzerquerschott Spant 10,5 m unterhalb Panzerdeck 150 mm, oberhalb 45 mm Wh

##### Artillerie
- Barbetten der schweren Artillerie: 340 mm KC nA bis etwa 20 cm unter dem Oberdeck darunter 220 mm bis auf das Panzerdeck
- Türme der schweren Artillerie[19]
  - Vorderwand: 360 mm KC nA
  - Seitenwände: 220 mm KC nA
  - vordere schräge Decke: 180 mm KC nA
  - waagerechte Decke: 130 mm Wh
  - hintere schräge Decke: 180 mm Wh
  - seitliche schräge Decken: 150 mm Wh
  - seitliche waagerechte Platten: 150 mm Wh
  - hinterer Turmboden: 50 mm
- mittlere Artillerie: 40–100 mm Wh

##### Sonstiges
- vorderer Kommandoturm: Seiten 350 mm KC nA, Decke 200 mm Wh
- hinterer Kommandoturm: Seiten 150 mm Wh, Decke 50 mm Wh
- Artillerie Leitstand: Seiten 60 mm Wh, Decke 20 mm Wh
- Schacht für Befehls- und Meldeanlagen unterhalb vorderer Kommandoturm 220 mm
- zusätzlich wurden für die Schiffsführung wichtige Bestandteile der Aufbauten mit 20 mm Splitterschutz Wh versehen

#### Immunität
Als militärische Grundforderungen an den Panzerschutz der Schlachtschiffe F und G wurde die Immunität gegen 38-cm-Geschosse auf Gefechtsentfernungen zwischen 20.000 Meter und 30.000 Meter gestellt. Gegen britische 38,1-cm-Geschosse zu 875 kg und einer Anfangsgeschwindigkeit von 745 m/s wurde folgende generelle Schutzwirkung erwartet:
- Die untere Durchschlagzone
  - Seitenschutz: sicher ab 21,0 km (weitergehende Erläuterung siehe Panzeranordnung)
  - Barbetten: sicher ab 25,0 km
- Die obere Durchschlagzone
  - horizontaler Schutz über Maschinenräumen: sicher bis 19,4 km
  - horizontaler Schutz über Munitionskammern: sicher bis 25,0 km.

Nach britischen Schießunterlagen wurde folgende Schutzwirkung der Panzerung gegen britische Schlachtschiffkaliber erwartet:
- 35,6 cm
  - Seitenschutz: sicher ab 14,6 km
  - horizontaler Schutz über Maschinenräumen: sicher bis 19,1 km
  - horizontaler Schutz über Munitionskammern: sicher bis 25,5 km
- 38,1 cm
  - Seitenschutz: sicher ab 15,3 km
  - horizontaler Schutz über Maschinenräumen: sicher bis 18,3 km
  - horizontaler Schutz über Munitionskammern: sicher bis 24,1 km
- 40,6 cm
  - Seitenschutz: sicher ab 15,3 km
  - horizontaler Schutz über Maschinenräumen: sicher bis 19,1 km
  - horizontaler Schutz über Munitionskammern: sicher bis 25,5 km

Auf Grundlage dieser Erwartungen wurden ab 1942 Entfernungen oberhalb 20 km als optimale Kampfentfernung gegen die Tirpitz erachtet.

### Artillerieeinrichtungen

#### Anforderungen
Nach dem Ersten Weltkrieg wurde die Weiterentwicklung der Seeziel- und Flakartillerie unter folgenden Prämissen vorangetrieben:
- schnellstes Erzielen des ersten Treffers beim Gegner, nach Möglichkeit mit der ersten Salve, bei gleichzeitig schneller und sicherer Ortung des Gegners
- Unabhängigkeit von Schlinger- und Stampfeinflüssen im Atlantik auch bei schwerem Wetter
- Unabhängigkeit von Manövern des eigenen Schiffes
- 100 % technische Reserve der Feuerleitwege, Richtmöglichkeiten und Munitionszuführung.

#### Seezielartillerie

##### Schwere Artillerie (SA)
Je zwei 38-cm-SK C/34 in vier ausbalancierten zweiachsig stabilisierten Drehtürmen mit angehängten Drehschächten (Drh. L. C/34e) mit einer Feuergeschwindigkeit von annähernd zwei Schuss je Rohr und Minute und einer Reichweite von 35,6 km.
Es wurden folgende Munitionstypen mitgeführt:
- Panzersprenggranate mit Bodenzünder – zum Einsatz gegen schwer gepanzerte Ziele
- Sprenggranate mit Bodenzünder – zum Einsatz gegen leicht gepanzerte und ungepanzerte Ziele
- Sprenggranate mit Kopfzünder und ballistischer Haube – zum Einsatz gegen ungepanzerte Ziele/Landziele

Alle Geschosstypen wogen 800 kg, so dass ein Verschuss nach einer Schusstafel möglich war.
Gemäß Konstruktionsgewichten betrug das Munitionssoll 864 Schuss (108 Schuss je Rohr), die Größe der Munitionskammern erlaubte jedoch die Mitführung von 1004 Schuss (ca. 125 Schuss je Rohr).
Das Verhältnis der Munitionstypen wurde im Einzelnen der Aufgabenstellung entsprechend angepasst.
Zum Beispiel war die Munitionsausstattung von Bismarck während des Unternehmens Rheinübung 353 Psgr m. BdZ, 338 Spgr m. BdZ und 313 Spgr KZ mit KZ.
- Durchschlagsleistung (Psgr m.Bdz):

| Entfernung [km] | Auftreff- geschwindigkeit [m/s] | Fallwinkel [°] | Durchschlag vertikal (KC nA) * [mm] | Durchschlag horizontal (Wh) * [mm] |
| --------------- | ------------------------------- | -------------- | ----------------------------------- | ---------------------------------- |
| 0               | 820                             | 0              | 840                                 | 0                                  |
| 5               | 730                             | 2,5            | 723                                 | 30                                 |
| 10              | 640                             | 6              | 602                                 | 45                                 |
| 15              | 570                             | 10,5           | 501                                 | 60                                 |
| 20              | 510                             | 16,5           | 412                                 | 77                                 |
| 25              | 475                             | 23,5           | 332                                 | 98                                 |
| 30              | 460                             | 32             | 275                                 | 125                                |
| 35              | 460                             | 40             | 228                                 | 165                                |

##### Mittelartillerie (MA)
15-cm-SK C/28 in sechs zweiachsig stabilisierten Zwillingstürmen (Drh. L. C/34)
- Turmgewicht (mit Entfernungsmesser): 116,25 t
- Rohrgewicht: 9,08 t
- Feuergeschwindigkeit: 6–8 Schuss/Min
- Lebensdauer: ca. 1100 Schuss
- Mündungsgeschwindigkeit: 875 Meter/Sekunde
- Reichweite
  - bei 35° (Sprenggranate): 22.000 m
  - bei 40° (Sprenggranate): 23.000 m
- Munitionstypen jeweils 45,5 kg
  - Sprenggranate mit Bodenzünder und ballistischer Haube – Spgr L/4,5 m Bdz (m. Haube)
  - Sprenggranate mit Kopfzünder und ballistischer Haube – Spgr L/4,6 KZ (m. Haube)
  - Leuchtgranate – Lg. L/4,3
- Munitionsvorrat:
  - Konstruktion: 1.260 (105 Schuss pro Rohr)
  - Kriegssoll: 1.288 (dav. 622 Spgr m. Bdz, 666 Spgr KZ) zuzüglich 240 Lg. L/4,3

##### Feuerleitung
Schwere und mittlere Artillerie
10,5 m stereoskopischer Entfernungsmesser
FuMo 23 auf Bismarck und der Tirpitz bis 1942
FuMo 27 ab 1942 auf Tirpitz

###### Richt- und Abfeuerverfahren
Schwere Artillerie
- Hauptverfahren
Höhenfernsteuerung, Seitenvorzündwerk
- Nebenverfahren
Richtungsweiser (RW), Höhenweiser (HW), Zentralabfeuerung bzw. Zentralzündwerk für Schlingern und Stampfen mit vorgewählter Ebene
- Reserveverfahren
Höhe und Seite direkt, Turmabfeuerung

Mittelartillerie
- Hauptverfahren
Richtungsweiser (RW), Höhenvorzündwerk
- Nebenverfahren
Richtungsweiser (RW), Höhenweiser (HW), Zentralabfeuerung
- Reserveverfahren
Höhe und Seite direkt, Turmabfeuerung[33]

#### Schwere Flak
10,5-cm-SK C/33 (Bismarck: 4 C/33 und 4 C/37 Doppellafetten; Tirpitz: 2 C/33 und 6 C/37 Doppellafetten, ab August 1941 8 C/37 Doppellafetten, die Lafetten waren jeweils dreiachsig stabilisiert)
- Gewicht mit Lafettierung: 27,055–27,805 t
- Rohrgewicht: 4,56 t
- Feuergeschwindigkeit: 15–18 Schuss/Minute
- Lebensdauer: ca. 2.950 Schuss
- Mündungsgeschwindigkeit (Spgr): 900 Meter/Sekunde
- Richtbereich (Höhe): −9° bis 80°b
- Ballistik (Sprenggranate)
  - größte Schussweite: 17.850 m
  - größte Schusshöhe: 13.000 m
  - größte Reichweite: 10.750 m (durch Zünderlaufzeit=28 s bedingt)
  - wirksame Reichweite: 2.000 m bis 9.600 m (bis 25 s Zünderlaufzeit)
- Munitionstypen jeweils 15,1 kg
  - Sprenggranatpatrone mit Zeitzünder bzw. Kopfzünder – Spgr Patr. 33 L/4,4
  - Leuchtgranatpatrone – Lg Patr 33 L/4
- Munitionsvorrat:
  - Konstruktion: 6.400 (400 Schuss pro Rohr)
  - Kriegssoll: 6.825 Spgr Patr 33 L/4,4 zuzüglich 337 Lg Patr 33 L/4,3

##### Leichte Flak
3,7 cm SK C/30 (L/83) in acht dreiachsig stabilisierten Dopp L C/30 Zwillingslafetten
- Gewicht mit Lafettierung: 3,67 t
- Rohrgewicht: 243 kg
- Mündungsgeschwindigkeit: 1.000 Meter/Sekunde
- Richtbereich (Höhe): −10° bis 80°
- Ballistik
  - größte Schussweite: 8.500 m
  - größte Schusshöhe: 6.700 m
  - größte Reichweite: 4.700 m (durch Zerlegerlaufzeit=10,5 s bedingt)
  - wirksame Reichweite: 2.400 m
- Feuergeschwindigkeit: 50–60 Schuss/Minute je Rohr
- Lebensdauer: 7.500 Schuss
- Munitionstypen
  - Panzersprenggranatpatrone mit Lichtspur und Zerleger – Psgr Patr L’spur Zerl. zu 0,820 kg
  - Sprenggranatpatrone mit Lichtspur – Spgr L/4,1 LH37 zu 0,748 kg
  - Brand-Sprenggranatpatrone mit Lichtspur – Br Spgr L/4,1 LH37 zu 0,730 kg
- Munitionsvorrat:
  - Konstruktion: 32.000 (2.000 Schuss pro Rohr)
  - Kriegssoll: 34.100

2-cm-Flak (Bismarck: 18, Tirpitz: bis zu 90 Rohre)
- 10 × 2 cm Flak 30 in Sockel-Lafette 30
- 2 × 2 cm Flakvierling 38
- Mündungsgeschwindigkeit: 875 Meter/Sekunde
- Richtbereich (Höhe): −20° bis 90°
- Ballistik
  - größte Schussweite: 4.600 m
  - größte Schusshöhe: 3.500 m
  - größte Reichweite: 2.000 m (durch Zerlegerlaufzeit=5,5 s bedingt)
  - wirksame Reichweite: 1.200 m
- Feuergeschwindigkeit (SL 30) (theoret./prakt.): 280/120 Schuss/Minute
- Feuergeschwindigkeit (Flakvierling 38) (theoret./prakt.): 1800/800 Schuss/Minute
- Munitionstypen Gesamtgewicht Patrone: 0,305–0,333 kg, davon Geschoss: 0,120–0,148 kg
  - Panzergranatpatrone mit Lichtspur und Zerleger – Pzgr Patr L’spur Z
  - Panzergranatpatrone Lichtspur – Pzgr Patr L’spur
  - Panzersprenggranatpatrone mit Lichtspur und Zerleger – Psgr Patr L’spur Zerl
  - Sprenggranatpatrone mit Lichtspur – Spgr Patr L’spur W
  - Brand-Sprenggranatpatrone mit Lichtspur – Br Spgr Patr L’spur
  - Brand-Sprenggranatpatrone ohne Lichtspur – Br Spgr Patr o. L’spur
  - Brand-Sprenggranatpatrone verkürzte Lichtspur – Br Spgr Patr vk L’spur
- Munitionsvorrat:
  - Konstruktion: 36.000 (2.000 Schuss pro Rohr)
  - Kriegssoll: 44.000

### Torpedobewaffnung
53,3 cm Decks-Torpedorohre (Typ: G7a T1) in zwei Vierergruppen (nur Tirpitz ab Herbst 1941)
- Vorrat: 24 Torpedos

### Flugzeugeinrichtungen
Die Schiffe der Bismarck-Klasse waren mit jeweils vier Wasserflugzeugen vom Typ Arado Ar 196 zur Feindaufklärung und Luftüberwachung ausgestattet. Sie gehörten der 1. Staffel der Bordfliegergruppe 196 an. Piloten und Techniker waren Angehörige der Luftwaffe.
Die Ar 196 besaß hochklappbare Flügel. Zwei startklare Maschinen standen in den beiden Bereitschaftshangars seitlich des Schornsteins, während die beiden anderen in dem Werkstatthangar unter dem achteren Aufbau gewartet werden konnten. Mit den gegenläufig verbundenen Katapulten (Doppelkatapult), die sich in der Mitte des Schiffes befanden und von 32 Metern über die Bordwand auf 48 Meter ausgefahren werden konnten, wurden die Flugzeuge gestartet. Landen mussten sie allerdings auf dem Wasser und anschließend wurden sie von einem der zwei 12-Tonnen-Kräne auf beiden Seiten des Schiffes an Bord gehoben.

### Beiboote
Die Schiffe der Bismarck-Klasse verfügten über eine umfangreiche Ausstattung an Beibooten. Diese umfasste:
| Boot                                             | Lagerplatz |
| ------------------------------------------------ | --- |
| 3 Admirals- oder Kommandantenboote („Chefboote“) | Auf dem Dach des Bereitschaftshangars an Steuerbord |
| 1 Motorbarkasse                                  | Auf dem Dach des Bereitschaftshangars an Backbord |
| 2 Motorpinassen                                  | Auf dem Dach des Bereitschaftshangars an Backbord |
| 4 Verkehrsboote (kurz: V-Boote)                  | Auf dem Dach des Werkstatthangars in den achteren Aufbauten |
| 2 Rettungs-Kutter für Mann-über-Bord-Manöver     | Die Kutter hingen in Davits, die sich beidseitig zwischen dem vorderen und dem mittleren 15-cm-Turm befanden und auf See bereitschaftsmäßig ausgeschwenkt waren |
| 2 Jollen                                         | Je eine Jolle und ein Dingi befanden sich ineinander gestapelt auf den beiden Seitendecks zwischen dem achteren 15-cm-Turm und dem Katapult.                    |
| 2 Dingis                                         | Je eine Jolle und ein Dingi befanden sich ineinander gestapelt auf den beiden Seitendecks zwischen dem achteren 15-cm-Turm und dem Katapult.                    |

Die Pinassen und Verkehrsboote sowie die Barkasse dienten bei Liegezeiten auf Reede vornehmlich dem Personentransport zwischen dem Schiff und einer Anlegestelle.